# Hexatoma (Eriocera) hilpoides
Hexatoma (Eriocera) hilpoides is een tweevleugelige uit de familie steltmuggen (Limoniidae). De soort komt voor in het Palearctisch gebied.